# Lukáš Poživil
Lukáš Poživil (* 12. September 1982 in der Tschechoslowakei) ist ein deutsch-tschechischer Eishockeyspieler, der seit 2017 bei den Selber Wölfen in der Eishockey-Oberliga unter Vertrag steht.

## Karriere
Lukáš Poživil begann seine Karriere als Eishockeyspieler beim HC Litvínov, für dessen Profimannschaft er von 2001 bis 2008 in der Extraliga, der höchsten tschechischen Spielklasse, aktiv war. Parallel sammelte der Verteidiger in diesem Zeitraum Spielpraxis bei tieferklassigeren Teams. Dies waren der KLH Chomutov aus der zweitklassigen 1. Liga, sowie der der HC Most aus der drittklassigen 2. Liga. In der Saison 2005/06 stand er zudem in einem einzigen Spiel für Fribourg-Gottéron in der Schweizer Nationalliga A auf dem Eis.
Von 2008 bis 2010 lief Poživil für den HC České Budějovice in der Extraliga auf, mit dem er in der Saison 2008/09 auf europäischer Ebene an der Champions Hockey League teilnahm. In dieser gab er in vier Spielen eine Torvorlage. Für die Saison 2010/11 erhielt der Tscheche einen Probevertrag beim neu gegründeten slowakischen Klub HC Lev Poprad aus der Kontinentalen Hockey-Liga, der den Spielbetrieb nicht aufnahm. Stattdessen verbrachte er die Spielzeit beim HC Slovan Ústečtí Lvi in der 1. Liga. Zudem kam er zu insgesamt fünf Einsätzen in der Extraliga für den HC Kladno und seinen Ex-Verein HC Litvínov.
Bis zur Saison 2012/13 spielte er für Slovan Ústečtí Lvi. In der Saison kam er zu zehn Play-off-Einsätzen beim HC Škoda Plzeň und wurde mit diesen Tschechischer Meister.
Für die Saison 2013/14 wechselte der Offensivverteidiger nach einem Spiel für die Mannschaft aus Ústí nad Labem zu den Lausitzer Füchsen in die DEL 2. Im Verlauf der Saison 2014/15 erhielt er die deutsche Staatsbürgerschaft.
In der Saison 2016/17 stand er bei den Eispiraten Crimmitschau unter Vertrag.

## Extraliga-Statistik
(Stand: Ende der Saison 2010/11)